# Saïd Djabelkhir
Saïd Djabelkhir, född 17 december 1964, är en algerisk islamolog och journalist och expert på sufism. 
I april 2021 dömdes han av en algerisk domstol till tre års fängelse för att ha förolämpat islam i några Facebook-inlägg föregående år. Där skrev han bland annat att djuroffer under Eid al-adha bygger på tidigare, hedniska traditioner. Han kallade även vissa historier i Koranen, exempelvis historien om Noaks ark, för myter. Vidare kritiserade han barnäktenskap i vissa muslimska länder. Domen, som är överklagad, har väckt uppmärksamhet och kritik från bland andra Amnesty International. 